# 블라디미르 페흐틴

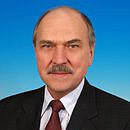
블라디미르 페흐틴

블라디미르 알렉세예비치 페흐틴(러시아어: Владимир Алексеевич Пехтин, 1950년 12월 9일 ~ )은 러시아의 정치인, 공학자이다. 제3대 ~ 제6대 국가두마 의원을 역임했다.

## 생애
레닌그라드(현재의 상트페테르부르크) 출신이며 1974년에는 레닌그라드 공과대학교(현재의 상트페테르부르크 국립 공과학기술대학교) 수리공학과를 졸업했다. 1997년에는 상트페테르부르크 국립 공과학기술대학교에서 과학 박사 후보자 학위를 받았고 1999년에는 과학 박사 학위를 받았다.
1982년부터 1989년까지 콜리마 수력 발전소에서 근무하면서 부국장을 역임했고 1992년부터 1997년까지 루스히드로의 자회사인 콜리마네르고에서 총책임자로 근무했다. 1997년부터 1998년까지 러시아의 전기 회사인 RAO UES(러시아 통합 에너지 시스템) 이사회에서 근무했다. 1999년에 실시된 제3대 국가두마 의원 선거에 출마하여 당선되었고 2001년에는 통합 러시아에 입당했다. 2003년에 실시된 제4대 국가두마 의원 선거에서 재선에 성공했고 2003년 12월 29일부터 2007년 12월 24일까지 국가두마 부의장을 역임했다.
2007년에 실시된 제5대 국가두마 의원 선거에서 3선에 성공했고 2011년에 실시된 제6대 국가두마 의원을 선거에서 4선에 성공했다. 2012년에는 국가두마 윤리위원회 위원장으로 임명되었지만 2013년 2월 20일에 부패 스캔들의 여파로 국가두마 의원에서 사임하게 된다. 2013년 4월에는 루스히드로의 경영 이사진에 참여했다.